# Braniștea (gmina Nicorești)
Braniștea – wieś w Rumunii, w okręgu Gałacz, w gminie Nicorești. W 2011 roku liczyła 52 mieszkańców.